# Sherko Fatah
Sherko Fatah, född 28 november 1964 i Östberlin, är en tysk författare. 
Fatahs far kom ursprungligen från den irakiska delen av Kurdistan, och hans mor från Tyskland. Barndomen tillbringade han i Östtyskland, innan familjen flyttade vidare till Wien och därefter Västtyskland. Han har examen i filosofi och konsthistoria samt är medlem av tyska PEN. 

## Utmärkelser (i urval)
År 2015 tilldelades han Adelbert von Chamisso-priset.